# HMS Centurion (1911)
El HMS Centurion fue un acorazado británico, segundo de la clase King George V, perteneciente a la Royal Navy, participó en ambas guerras mundiales.

## Construcción
Fue construido en los astilleros Her Majesty Dockyard, de Devonport, donde se puso su quilla en grada el 16 de enero de 1911, lo botó el 18 de noviembre de 1911. El buque, fue finalizado y entregado a la Royal Navy en mayo de 1913.

## Primera Guerra Mundial
Tras ser dado de alta, el HMS Centurion se unió a la segunda escuadra de batalla, liderada por su gemelo, y cabeza de su clase HMS King George V.
Al inicio de la contienda, el HMS Centurion formaba parte de la segunda escuadra de combate de la Gran Flota británica. El 27 de octubre de 1914, la segunda escuadra de combate, compuesta de los 'super-dreadnoughts' HMS King George V, HMS Ajax, HMS Centurion, HMS Audacious, HMS Monarch, HMS Thunderer y HMS Orion, abandonaron Lough Swilly para realizar unos ejercicios de tiro, en el transcurso de los cuales, resultó hundido el HMS Audacious al chocar con una mina al norte de la costa de Donegal.
Estuvo presente en la Batalla de Jutlandia entre el 31 de mayo y el 1 de junio de 1916 como parte del cuerpo principal de la Gran Flota británica bajo el mando del capitán Sir Michael Culme-Seymour. Era el tercer buque en la línea de la primera división, tras el HMS King George V y otro de sus compañeros de clase, el HMS Ajax
Tras algunas misiones en el mar del Norte, (donde estuvo por algún tiempo bajo las órdenes de Roger Keyes), fue enviado al Mediterráneo oriental en 1918 con el HMS Superb para observar la capitulación del Imperio otomano. En 1919, el HMS Centurion fue enviado a aguas del mar Negro en apoyo del movimiento blanco durante la Guerra Civil Rusa

## Periodo de entreguerras ySegunda Guerra Mundial
Con la firma del Tratado Naval de Washington el HMS Centurion fue dado de baja, y realizó funciones de buque objetivo como reemplazo del venerable HMS Agamemnon a partir de 1924. Permaneció en este papel con base en el puerto de Portsmouth hasta abril de 1941, cuando se le colocó una superestructura falsa para que aparentara ser el HMS Anson entonces en construcción en los astilleros HM Dockyard de Portsmouth.
El 4 de abril de 1941, el almirantazgo, sugirió un bombardeo naval pesado sobre la ciudad libia de Trípoli que debía ser realizado por la flota británica del Mediterráneo, seguido de un bloqueo del puerto con el hundimiento en su bocana del HMS Centurion. Andrew Cunningham, declinó la propuesta tras considerar la gran cobertura aérea que poseía el enemigo en la zona y la baja velocidad del acorazado. 
En junio de 1942, participó en la Operación Vigorous, en el mediterráneo oriental como buque de apoyo a la flota, mientras simulaba que era un acorazado completamente operacional. Entre 1942 y 1944, el HMS Centurion permaneció estacionado en Suez como buque antiaéreo y para dar un alto a la acción de la Regia Marina en el área, ya que los italianos, pensaban que sus cañones falsos de madera de 343 mm, eran auténticos, motivo por el que mantuvieron lejos sus buques capitales. 
Su acto final, fue ser hundido como buque-bloqueo en la Batalla de Normandía, tras el día D. Los alemanes, pensaron que el buque, había sido hundido por las baterías de su 352 Division, con gran perdida de vidas para los británicos, ya que sólo vieron abandonar el barco a 70 tripulantes, que de hecho, eran todos los que estaban a bordo.